# Куропольский сельсовет
Куропольский сельсовет (бел. Курапольскі сельсавет) — административная единица на территории Поставского района Витебской области Белоруссии. Административный центр — агрогородок Курополье.

## Территория
Территория сельсовета составляет 21184,56 га.

## История
20 июня 2008 года были упразднены деревни Старица и Шиловатое.
7 июля 2023 года Куропольский и Яревский сельсоветы объединены в одну административно-территориальную единицу – Куропольский сельсовет, с включением в его состав земельных участков Яревского сельсовета.

## Население
Численность населения совета составляет — 961 человек (2019).

## Состав
Куропольский сельсовет включает 60 населённых пунктов:
- Андроны — агрогородок.
- Алашковщина — деревня.
- Балаи — деревня.
- Бирвито — деревня.
- Боровки — деревня.
- Василины — деревня.
- Вилейты — деревня.
- Володьки — деревня.
- Воложино-1 — деревня.
- Воложино-2 — деревня.
- Волохи — деревня.
- Дедково — деревня.
- Дуброво — деревня.
- Дуки — деревня.
- Железнодорожная Казарма
- Забродье — деревня.
- Заготскот — хутор.
- Задевье — деревня.
- Кадуки — деревня.
- Ковалево — хутор.
- Казимерцы — деревня.
- Койры — деревня.
- Крашнево — деревня.
- Кундры — деревня.
- Курополье — деревня.
- Курты — деревня.
- Лапоси — деревня.
- Лесково — деревня.
- Литвинки — деревня.
- Мамули — хутор.
- Матейки — деревня.
- Можейки — деревня.
- Новосёлки — деревня.
- Мольдевичи — деревня.
- Москалишки — деревня.
- Мулеры Лесные — деревня.
- Норковичи — деревня.
- Озёрки — деревня.
- Олься Большая — деревня.
- Осинники — деревня.
- Пашково — деревня.
- Пушкари — деревня.
- Рабеки — деревня.
- Роди — деревня.
- Русаки — деревня.
- Рыбчаны — деревня.
- Свилели — деревня.
- Сивцы — деревня.
- Теляки — деревня.
- Теплые — деревня.
- Тузбица — деревня.
- Турлы — деревня.
- Хотилы — агрогородок.
- Целино — деревня.
- Черемушники Погорные — деревня.
- Черемушники Подисенные — деревня.
- Черты — деревня.
- Чешуны — деревня.
- Шимуковщина — деревня.
- Ярево — деревня.

Упразднённые населенные пункты:
- Ракиты — деревня.
- Старица — деревня.
- Шиловатое — деревня.